# 鈴木公司控告美國消費者聯盟案

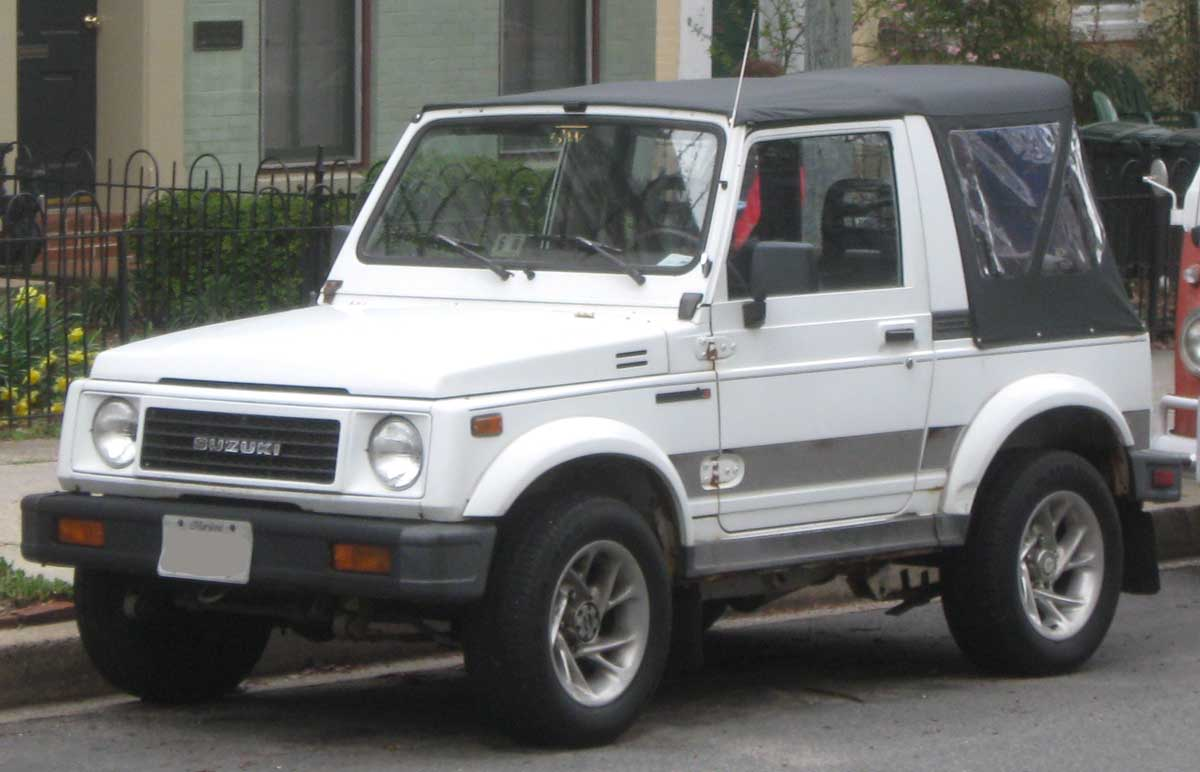
美規鈴木Samurai

鈴木公司控告美國消費者聯盟案（英語：Suzuki v. Consumers Union）係指1996年鈴木北美分公司對非營利組織美國消費者聯盟所提出的訴訟案。後者於1988年在《美國消費者報導》月刊上針對前者的車款「鈴木Samurai」給予「無法接受（not acceptable）」之負面評價，造成此車款銷售不佳，前者遂於8年後提出告訴。

## 起因背景
1988年《美國消費者報導》月刊安排鈴木Samurai作短途躲避障礙測試，結果出現嚴重的翻車事故，因此美國消費者聯盟給予「無法接受（not acceptable）」之負面評價。由於鈴木Samurai在美國車市的小型SUV級距中尚屬新進者，此一負評使得消費者對該車款蒙上不佳之觀感。即使美國國家公路交通安全管理局出面宣稱《美國消費者報導》月刊之測試無效，鈴木Samurai的銷售量從1987年的81,349輛跌至1989年的5,041輛。該車款被迫退出美國車市，並於1995年停售。

## 訴訟過程
鈴木公司聘請故障分析協會（Failure Analysis Associates，今指數顧問公司）針對翻車進行初步調查，故障分析協會質疑美國消費者聯盟的測試步驟，並表示其它如輪胎、駕駛人的行為等因素也有可能造成翻車事故。依據故障分析協會的調查報告，1996年鈴木公司正式告上法院，認為《美國消費者報導》月刊的報導內容損害該公司及該車款的聲譽，並向美國消費者聯盟要求6千萬美元的賠償金額。根據美國消費者聯盟提出的抗辯資料顯示，1985年7月14日鈴木公司內部的備忘錄載明：「至關重要的是，我們開發的車款主要牽涉到『翻車』，由於此車款軸距過小，類似吉普車，勢必會發生翻車意外」。此外，多年來鈴木Samurai已經發生超過200起意外事故，造成213人死亡、8,200人受傷，這些事故多少均與翻車有關。
然而經過8年的司法程序纏鬥，2004年雙方同意達成庭外和解，在和解協議的聯合聲明指出，「美國消費者聯盟從未打算暗示鈴木Samurai在日常駕駛條件下容易翻車，雙方均不贊同美國消費者聯盟所做的測試，鈴木反駁此一測試，而美國消費者聯盟堅持其測試協議和結果」。